# معركة مطار مروي

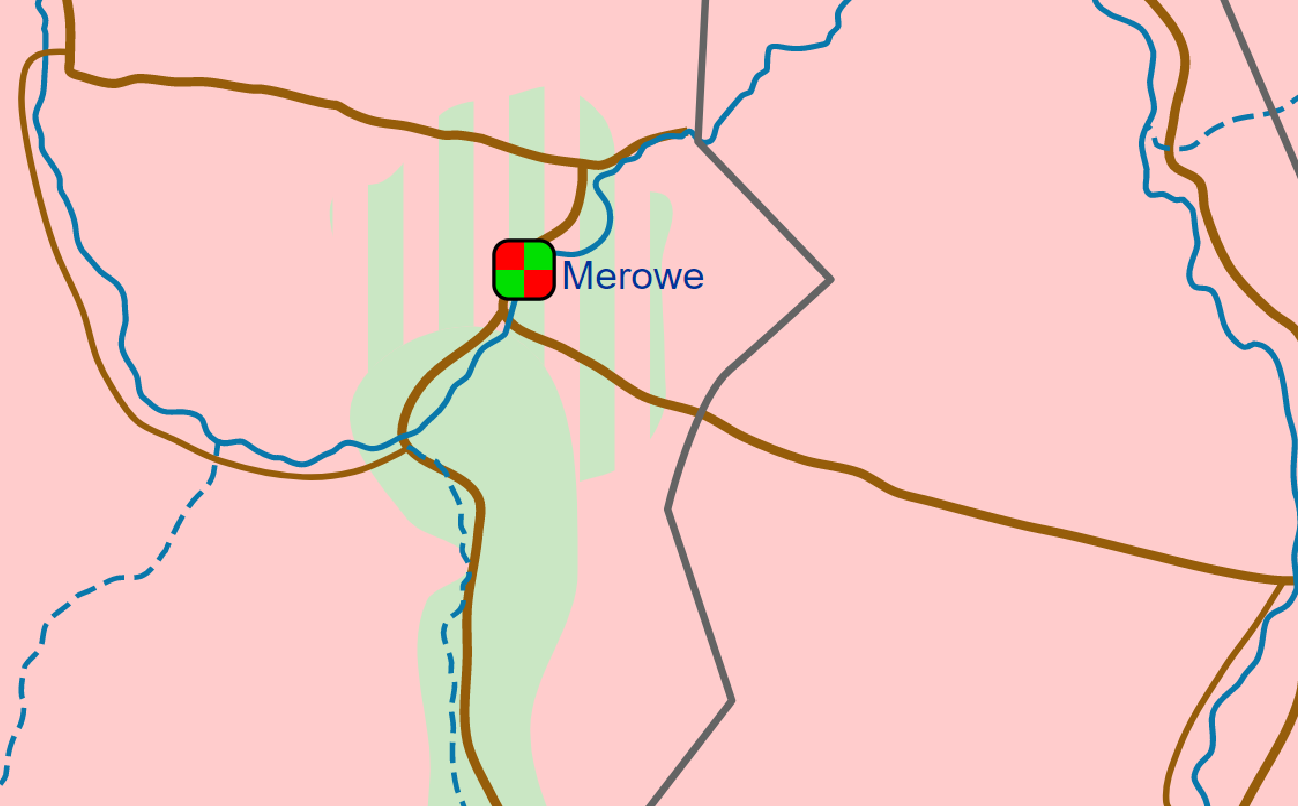
معركة مطار مروي

معركة مطار مروي وقعت في نيسان 2023 خلال الحرب الأهلية السودانية. شملت المعركة اشتباكات بين قوات الدعم السريع والقوات المسلحة السودانية من أجل السيطرة على مدينة مروي ومطارها، وبدأت قوات الدعم السريع باحتجاز أكثر من 200 جندي مصري كأسرى حرب.

## خلفية
في 11 نيسان 2023، انتشرت قوات الدعم السريع بالقرب من مدينة مروي وفي الخرطوم وكانت قد طلبت القوات الحكومية منهم مغادرة المنطقة، لكنهم رفضوا ذلك، مما أدى إلى اشتباكات عندما استولت قوات الدعم السريع على قاعدة سوبا العسكرية جنوب الخرطوم. في 13 نيسان ، بدأت قوات الدعم السريع تحركاتها، مما أثار مخاوف من احتمالية تمرد ضد النظام العسكري. أعلنت القوات المسلحة السودانية أن التحركات غير قانونية.

## المعركة
في الظهيرة في 15 نيسان ، أعلنت قوات الدعم السريع أنها استولت على مطار مروي. في بيانهم، أكدوا أنهم احتجزوا عددًا من الجنود المصريين في المطار، بالإضافة إلى طائرة تحمل علامات سلاح الجو المصري. في البداية، لم تُقدم تفسيرات رسمية لوجود الجنود المصريين، إلا أن مصر أعلنت لاحقًا أن حوالي 200 جندي مصري كانوا يقومون بتدريبات مع الجيش السوداني.
في اليوم التالي، حوالي الساعة 13:30 بالتوقيت المحلي، أعلنت القوات المسلحة السودانية عن إنقاذ العميد العام وعقيد، بالإضافة إلى اعتقال عدد من الضباط في مطار مروي. كما أعلن الجيش استيلاءه على المطار، مع عرض مقاطع فيديو تظهر مركبات عسكرية تقتحم القاعدة. زعم الجيش أيضًا أن عددًا من قادة الدعم السريع هربوا أو استسلموا للقوات المسلحة السودانية. بعض أعضاء الدعم السريع الذين هربوا جلبوا معهم الأسرى المصريين.
اندلعت اشتباكات في اليوم التالي غرب مطار مروي، وبحلول الساعة 10:00 صباحًا بالتوقيت المحلي، أعلنت قوات الدعم السريع أنها استعادت السيطرة الكاملة على المطار. في 18 نيسان، أفاد شهود عيان برؤية عمود لقوات الدعم السريع يتجه بعيدًا عن محيط المطار باتجاه الملتقى بعد غارات جوية من قبل القوات المسلحة السودانية على المطار. بحلول 19 نيسان، استعادت القوات المسلحة السودانية السيطرة الكاملة على المطار، على الرغم من تدميره. ما زالت قوات الدعم السريع تزعم وجودها في أجزاء أخرى من مروي. حصل الجيش السوداني على السيطرة الكاملة على مروي بحلول 21 نيسان.

## ما بعد الحرب
بعد الأحداث، أعلنت قوات الدعم السريع في 17 نيسان عن جهودها للمساعدة في إعادة الجنود المصريين الأسرى إلى بلادهم. ومع ذلك، أعلنت الجماعة في 19 نيسان أنها نقلت الجنود إلى الخرطوم وستسلمهم عندما تتاح "الفرصة المناسبة". من بين الجنود المصريين الـ204 الذين تم القبض عليهم، عاد 177 جنديًا إلى مصر في نفس اليوم. بقي 27 جنديًا في مأوى السفارة المصرية في الخرطوم.